# Flaga Republiki Środkowoafrykańskiej
Flaga Republiki Środkowoafrykańskiej została ustanowiona 1 grudnia 1958. Została wykonana przez Barthélemy’ego Bogandę, pierwszego prezydenta regionu Ubangi-Szari, który wierzył, że „Francja i Afryka muszą iść razem”.
Na fladze są widoczne kolory flagi Francji oraz barwy panafrykańskie.

## Historyczne wersje flagi

Propozycja flagi z 1976 roku
Flaga cesarza Jean-Bédel Bokassa z okresu monarchii w latach 70.